# Cor van de Stroet
Cor van de Stroet (Zeist, 18 juni 1954) is een Nederlandse dansleraar, voormalig Nederlands kampioen standaard- en allrounddansen en voorzitter van de jury van het tv-programma Dancing with the Stars.
Hij is getrouwd met Janny, die tevens zijn danspartner is. Ze hadden bijna 40 jaar een dansschool in Meppel. Deze is op 23 mei 2016 verkocht.
In de jaren 80 zijn ze negenmaal Nederlands kampioen bij de professionals geworden.